# 張燕卿
張 燕卿（ちょう えんけい、1898年 - 1969年）は、中華民国、満州国の政治家。字は耐甫。父は、清末の政治家・張之洞。弟は張仁蠡、甥は張厚琬（ただし、燕卿の方が年下）で、いずれも中華民国の政治家。姪（仁蠡の娘）は張厚粲（心理学者・中国人民政治協商会議全国委員会委員）。

## 事績
青島特別高等学校を卒業後に日本に留学する。学習院文科を1920年（民国9年）に卒業した。
1922年（民国11年）、奉天省復県（現在の瓦房店市）の知事となる。1924年（民国13年）、直隷省正定県知事となる。その翌年に、天津県知事に異動し、さらに直隷全省官産処座弁などの役職を兼任した。1926年（民国15年）、天津市特別区市政管理局局長、直隷省石門警察庁庁長をつとめた。翌年、交通部参事、東北辺防軍駐吉林副司令官公署秘書となる。
1931年（民国20年）、長春市政籌備処処長、吉林省実業庁庁長などを歴任した。その後まもなく、張燕卿は満州国建国活動に参加する。1932年（民国21年）2月の建国最高会議では、張は熙洽の代理として出席した。このとき、張は帝制採用を強く主張して、立憲共和制の採用を唱える臧式毅・張景恵らと対立している。
1932年（大同元年）3月9日、満州国が正式に成立し、翌10日、張燕卿は執政府内務官兼実業部総長（後に同部大臣）に任命された。7月、協和会理事長となる。1935年（康徳2年）5月21日、外交部大臣に就任した。1937年（康徳4年）5月7日、張燕卿は外交部大臣を辞任し、同年内に満州国協和会をも離脱した。
それからまもなく、中華民国臨時政府統治下となる北京へと張燕卿は活動の場を移し、同じく満州国協和会を離れていた小澤開作らと中華民国新民会創設に従事している。1937年（民国26年）12月14日、新民会副会長兼指導部長となった。
1938年（民国27年）、張燕卿は土肥原賢二らが進める呉佩孚擁立工作（「和平救国会」関連の工作）に従事した。しかし今井武夫（当時、参謀本部支那課長）によれば、張の工作は呉本人とすら十分な連携がとれているとは言い難く、更に臨時政府の王克敏からも不信感を買う始末であった。また、翌1939年（民国28年）1月末の呉による「和平救国宣言」内外記者会見についても、森島守人（当時、北京・上海大使館参事官）によれば、張の手配による「全然無実の報道」でしかなかったとされる。しかも、内外記者会見報道の後に呉らへの批判が高まると、張は一時的に姿をくらましたという。結局、これら張の拙劣な行動が一因となり、呉擁立工作は同年2月までに失敗に終わった。
1945年（民国34年）6月27日、張燕卿は軍事委員会調査統計局に逮捕され、河北高等法院に移送後、北平第一監獄へ投獄された。その後の裁判でいったんは無罪が出され、釈放される。しかし国民政府司法行政部の再調査が行われ、10月26日には検察庁によって再度拘引された。その後、1950年に張は脱獄したとされる。
台湾・香港を経て、1951年（昭和26年）に張燕卿は日本へ亡命した。頭山満の腹心南部圭助に庇護され、その一方で、亜東工商協会を組織して幹事となった。1969年（昭和44年）、東京都で死去。享年72。

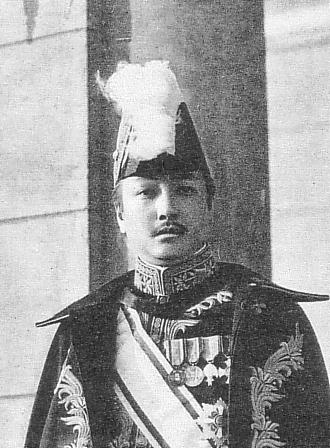
盛装に勲一位景雲章を着用した張燕卿